# آبدانان
آبدانان (به کردی: ئاودانان) مرکز شهرستان آبدانان در استان ایلام است که در میان رشته کوه‌های زاگرس واقع شده است. شهرستان آبدانان، چهارمین شهرستان پرجمعیت استان ایلام است.

## جغرافیا

### موقعیت جغرافیایی
آبدانان از شمال شرقی باشهرستان دره شهر، از شمال با بخش میمه شهرستان دهلران، از غرب با شهرستان دهلران و از جنوب با شهرستان اندیمشک همسایه است. پروژه حفاری تونل شهرستان آبدانان با نام تونل «کبیر کوه» که ۵۳۰۰ متر طول دارد دومین تونل طولانی کشور است که تاکنون ۳۰۰۰ متر از این تونل حفاری شده است. این پروژه از سال ۱۳۸۹ه‍.ش کلید خورده است. این تونل یکی از بزرگ‌ترین طرح‌های تونل‌سازی کشور است که ساخت آن برای استان ایلام و شهرستان‌های حوزه جنوبی استان بخصوص شهرستان آبدانان از طرح‌های مهم و اثرگذار است.

## مردم‌شناسی

### زبان
مردم آبدانان اکثراً به گویش کردی آبدانانی (کردی کردلی) که از گویش‌های کردی ایلامی است، سخن می‌گویند. این گویش در دهلران و بخشی از دره شهر نیز تکلم می‌شود؛ اقلیتی از مردم نیز به زبان لری سخن می‌گویند.

## اقتصاد

### معادن
این شهرستان دارای معادن عظیم نفت، گاز، گوگرد، چشمه‌های آبگرم… است که بهره‌برداری کلانی از آن‌ها صورت نمی‌گیرد و به اقتصاد منطقه کمکی نمی‌کند.

## گردشگری
شهرستان آبدانان دارای مناطق گردشگری زیادی می‌باشد که از جمله آن‌ها می‌توان به سه آبشار زیبای ماهوته، خروزان و تختان جولیان وچم کبود اشاره کرد.
مناطق سیاحتی-زیارتی-تاریخی شهرستان آبدانان که دارای صفحه‌های فعال در ویکی‌پدیا فارسی هستند در زیر آورده شده:

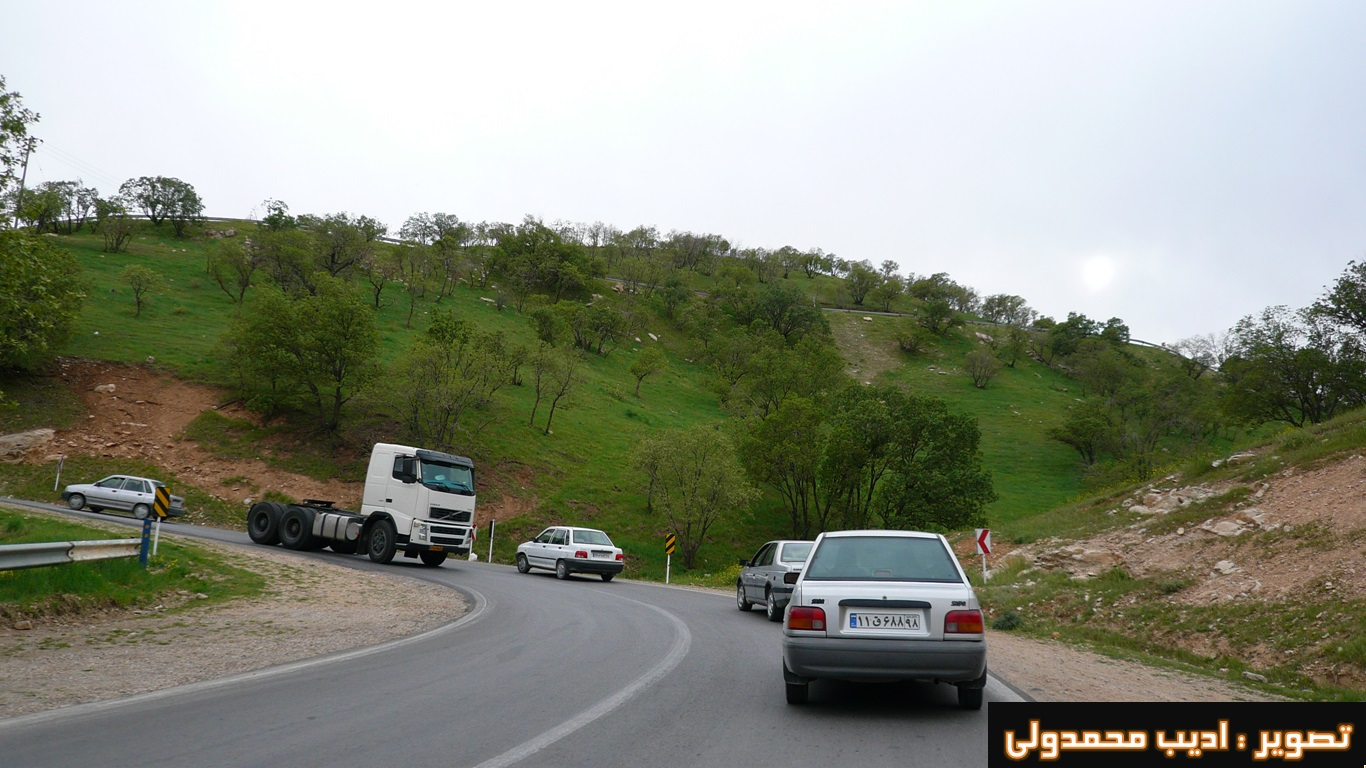
جاده دسترسی به شهرستان آبدانان در ایام عید نوروز

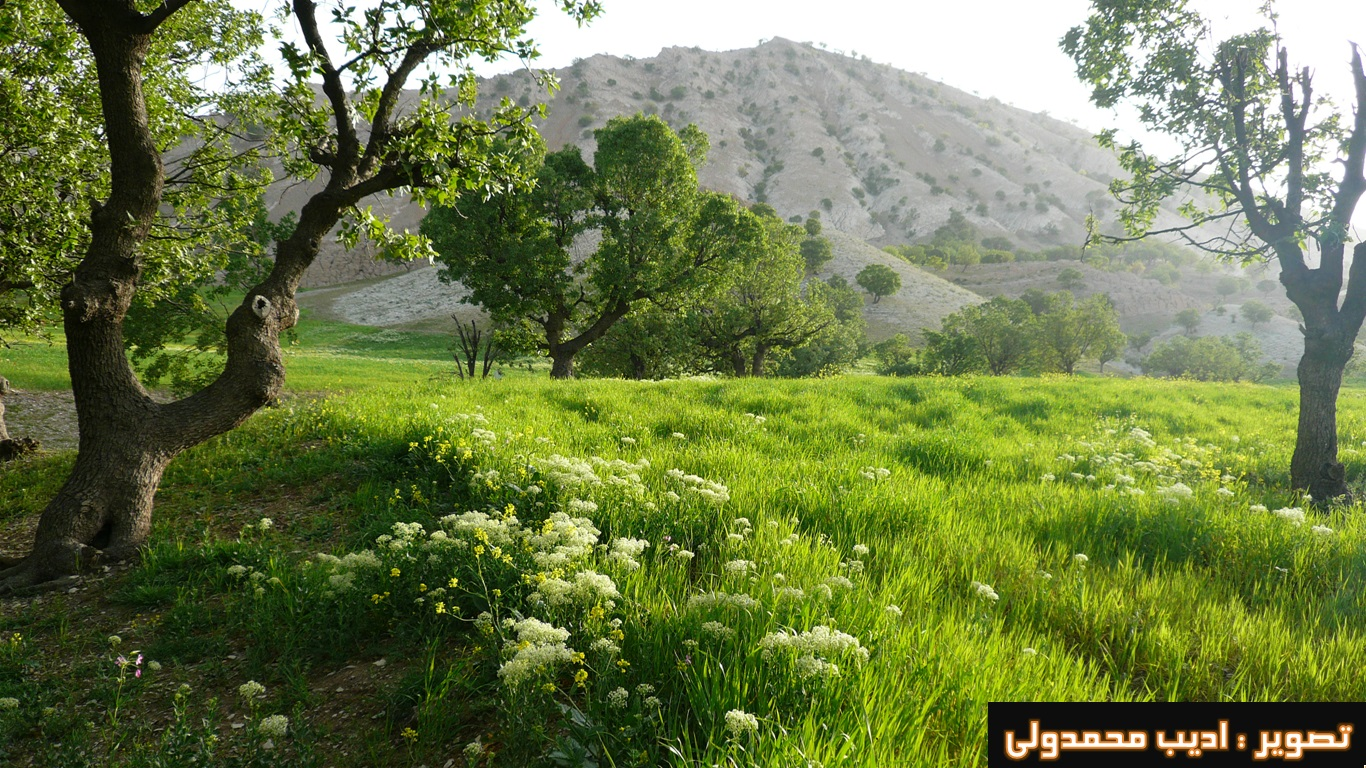
اطراف جاده دسترسی به شهرستان آبدانان در ایام عید نوروز

1. امامزاده سید صلاح الدین محمد
2. پشت قلعه آبدانان
3. دریاچه دوقلو سیاه گاو
4. روستای انجیره

### منطقهٔ حفاظت شدهٔ دینارکوه
منطقه دینارکوه طی مصوبه شماره ۲۱۷ شورای عالی محیط زیست (کمیسیون زیر بنائی دولت) مورخ ۱۳۸۰/۷/۲۵ با وسعت ۴۰۵۷۹ هکتار به عنوان منطقه حفاظت شده جنگلی به مناطق تحت مدیریت سازمان حفاظت محیط زیست پیوسته است.

### آثار باستانی
از آثار باستانی بخش مرکزی این شهرستان می‌توان به قلعه باستانی پشت قلعه در ۵ کیلومتری شهرستان و قلعه هزاردر در انتهایی خیابان هزاردر اشاره کرد. این قلعه‌ها به عقیده باستان شناسان از بناهای دوره ساسانی می‌باشد که دچار تخریب گردیده است.

## ترابری
به دلیل قرار گرفتن بین دوکوه دینارکوه و کبیرکوه از نظر ارتباطی مشکلاتی زیادی برای شهروندان شهرستان آبدانان ایجاد شده است زیرا راه ارتباطی به دره شهر و تهران، مسیری پر پیچ و خم است. با وجود این، این جاده مربوط به پیش از انقلاب ۱۳۵۷ است. این جاده در سال ۱۳۵۰ خورشیدی به سفارش ارتش ساخته شده است. جاده کبیرکوه بین به عنوان راه ارتباطی آبدانان-دره شهر مطابق اصول مهندسی ساخته شده است و از کبیرکوه می‌گذرد. این جاده توریستی در بهار منظره‌های جالبی را برای دیدن فراهم می‌سازد و در زمستان بدون داشتن زنجیر چرخ عبور از آن ممکن نیست. از دیگر راه‌های ارتباطی می‌توان به جاده مواصلاتی به خوزستان اشاره کرد که در سال ۱۳۷۰ به سفارش اداره راه و ترابری آبدانان ساخته شد.

### فرودگاه
فرودگاه نظامی شهرستان آبدانان یکی از فرودگاه‌های فنی و دارای شرایط و استانداردهای ملی است که در سال ۱۳۵۲ به منظور مقاصد نظامی و استفاده‌های ترابری و لجستیکی نیروی هوایی احداث شده است. این فرودگاه در چهار کیلومتری شرق شهر آبدانان در جنگ ایران و عراق نیز مورد استفاده‌های تدارکاتی و عملیاتی قرار می‌گرفت ولی در حال حاضر بی استفاده است.